# Las Ruinas
Las Ruinas är en ort i Mexiko.   Den ligger i kommunen San José Tenango och delstaten Oaxaca, i den sydöstra delen av landet, 300 km sydost om huvudstaden Mexico City. Las Ruinas ligger 1 206 meter över havet och antalet invånare är 267.
Terrängen runt Las Ruinas är bergig österut, men västerut är den kuperad. Runt Las Ruinas är det ganska tätbefolkat, med 185 invånare per kvadratkilometer. Närmaste större samhälle är Isla Soyaltepec, 16,4 km öster om Las Ruinas. I omgivningarna runt Las Ruinas växer i huvudsak städsegrön lövskog.